# Virus gripa
Virusi gripa ili influence (tip A, B i C) su RNK virusi iz roda Orthomyxovirus (ορθός, orthos, grčki za „prav”; μυξα, myxa, grčki za „sluz”), familije Orthomyxoviridae, a pripadaju V grupi virusa. Ova familija RNK virusa obuhvata sedam rodova: Influenca virus A, Influenca virus B, Influenca virus C, Influenca virus D, Isavirus, Togotovirus i Kvaranjavirus. Prva tri roda sadrže viruse koji uzrokuju influencu kod kičmenjaka, uključujući ptice (pogledajte ptičji grip), ljudi, i drugih sisara. Isavirusi su infektivni za salmon; togotovirusi su aerovirusi, koji su infektivni za kičmenjake i beskičmenjake, kao što su krpelji i komarci.

## Genom
Razlikuju se na osnovu nukleoproteina na svojoj površini koji stalno podležu mutacijama, stvarajući na taj način nove antigene varijante virusa, na koje populacija domaćina nema antitela. Genom čini jednolančana, segmentalna RNK koja se nalazi u dvoslojnom lipidnom omotaču sa dva tipa glikoproteinskih nastavaka. Mutiranjem virusa u nove serovarijante formiraju se uslovi za epidemijsko ili pandemijsko širenje bolesti. Epidemije se javljaju u intervalu od 2-3 godine, a pandemije u intervalu od 10-20 godina.

## Način prenošenja
Rezervoari virusa za influencu A su životinje i ljudi, a za influencu B isključivo čovek, te se ova bolest može preneti isključivo interhumano. Izvor infekcije je nazofaringealni sekret. Put širenja je kapljični, a virus prodire kroz sluzokožu gornjeg respiratornog trakta.

## Patološki (medicinski) značaj
Grip (influenca) je akutna, infektivna, veoma kontagiozna bolest uzrokovana virusima influence (tip A i B) u kojoj u početku dominiraju simptomi toksemije u vidu temperature, intenzivne glavobolje, bolova u mišićima i zglobovima, anoreksije, povraćanja, dok se respiratorni simptomi kao što su kijavica, gušobolja i kašalj javljaju kasnije.
Nakon inkubacije od 1-3 dana bolest započinje naglo visokom temperaturom, do 40 °, koja se održava 3-5 dana. Temperaturu prati snažna glavobolja, naročito u čeonom predelu, pokreti očnih jabučica su bolni, bolesnik oseća bolove u mišićima, zglobovima i uopšte ima osećaj nemoći. Apetit je smanjen do anoreksije i bolesnik povraća ili ima proliv. Tek drugog, trećeg dana javljaju se simptomi u vidu kijavice, zapušenog nosa, konjunktivitisa, gušobolje, kašlja. Kašalj je u početku suv, ponekad promukao, praćen bolovima iza grudne kosti zbog traheitisa. Pri pregledu bolesnik je visoko febrilan, a zapaža se pletoričnost, podadutost u licu, upala konjunktiva, ždrela, tonzila. Kod gripa bez većih komplikacija temperatura traje 3-5 dana i bolest se završava za 7-10 dana.
Virus influence tip C ne izaziva oboljenja kod ljudi.

## Dijagnoza, lečenje i prevencija
Virus se može izolovati iz brisa grla i nazofarinegalnog sekreta. Kultiviše se na pilećem embrionu. Dokazuje se serološkim metodama; ELISA, RIH, RVK, imunflorescencija.
Lečenje podrazumeva mirovanje i simptomatsku terapiju (antipiretici, antitusici, inhalacije, topli napici, vitamin C). Antibiotici se primenjuju u slučajevima bakterijske superinfekcije. Noviji antivirotici, inhibitori neuraminidaze (kao što su oseltamivir, zanamivir), efikasni su kod svih subtipova influence A i B.
Najbolja mera za prevenciju bolesti i kontrolu infekcije virusima je vakcinacija. Vakcinacija je indikovana kod starijih osoba, dece i odraslih sa hroničnim plućnim, kardiovaskularnim, bubrežnim, metaboličkim i malignim oboljenjima. Vakcina je kontraindikovana kod alergije na jaja.

## Spoljašnje veze
- Stetoskop info: Virusi influenzae